# Radostówka
Radostówka – rów w woj. warmińsko-mazurskim, w pow. szczycieńskim, dopływ Rozogi o długości 27,07 km.
Radostówka wypływa z bagnistych łąk w pobliżu wsi Olszyny, na wschód od Szczytna. Ściślej jej początkiem jest kanał melioracyjny. Płynie na południe z odchyleniem na wschód. Na granicy powiatów, powyżej Myszyńca wpływa do Rozogi.